# Puchar Polski w piłce nożnej (1987/1988)
Puchar Polski w piłce nożnej mężczyzn 1987/1988 – 34. edycja rozgrywek mających na celu wyłonienie zdobywcy Pucharu Polski, który uzyskał tym samym prawo gry w 1/16 finału Pucharu Zdobywców Pucharów w sezonie 1988/1989. Mecz finałowy odbył się na Stadionie Widzewa w Łodzi.
Tytuł zdobył Lech Poznań, dla którego był to trzeci tryumf w historii klubu.
I runda – 25–26 lipca 1987
Rominta Gołdap – Bug II Wyszków 1—3
Grom Czerwony Bór – BBTS Włókniarz Bielsko-Biała 2—3, po dogr.
Spójnia Świdwin – Lubuszanin Trzcianka 0—3
Flota Świnoujście – Gryf Słupsk 0—0, k. 3—4
SHR Wojcieszyce – Energetyk Gryfino 3—1
Powiśle Dzierzgoń – Wisła Tczew 0—2
Chojniczanka Chojnice – Stoczniowiec Gdańsk 0—2
Jeziorak Iława – Elana Toruń 1—0
Start Radziejów – Warta Poznań 5—1
Pogoń Siedlce – Pogoń Łapy 5—2
Legia II Warszawa – Mławianka Mława 0—1
Włókniarz II Pabianice – Polonez Warszawa 0—4
Warta II Poznań – WKS Wieluń 2—2, k. 3—2
Kania Gostyń – Ostrovia Ostrów Wielkopolski 1—3
Carina Gubin – Pogoń Oleśnica 1—2, po dogr.
Olimpia Kamienna Góra – Polar Wrocław 1—0
Górnik II Wałbrzych – Małapanew Ozimek 2—1
Spartan Grudynia Wielka – Carbo Gliwice 1—6
Victoria Jaworzno – BKS Stal Bielsko-Biała 0—1, po dogr.
Gościbia Sułkowice – Grunwald Ruda Śląska 0—1
Błękitni Tarnów – Granat Skarżysko-Kamienna 0—3
Glinik Gorlice – Karpaty Krosno 5—2
Resovia II Rzeszów – Siarka Tarnobrzeg 0—1
Czuwaj Przemyśl – Stal II Mielec 1—2
Roztocze Szczebrzeszyn – KS Lublinianka 1—5
Gwardia Chełm – AZS Biała Podlaska 4—1, po dogr.
Motor II Lublin – Unia Skierniewice 2—2, k. 1—2 
Orzeł Wierzbica – GKS Bełchatów 0—2
Stoczniowiec Płock – Boruta Zgierz 0—4
Górnik Konin – Polonia Bydgoszcz 0—0, k. 1—3
Zagłębie II Lubin – Zagłębie Wałbrzych 0—2
Hutnik II Kraków – Raków Częstochowa 1—0
II runda – 5 sierpnia 1987
Bug II Wyszków – Gwardia Warszawa 0—1
BBTS Włókniarz Bielsko-Biała – Jagiellonia Białystok 0—2
Lubuszanin Trzcianka – Gwardia Koszalin 0—2
Gryf Słupsk – Bałtyk Gdynia 0—1
SHR Wojcieszyce – Arka Gdynia 3—0
Wisła Tczew – Olimpia Elbląg 2—1
Stoczniowiec Gdańsk – Zawisza Bydgoszcz 1—5
Jeziorak Iława – Wisła Płock 2—0
Start Radziejów – Stilon Gorzów Wielkopolski 1—0
Pogoń Siedlce – Hutnik Warszawa 1—0
Mławianka Mława – Włókniarz Pabianice 0—1
Polonez Warszawa – Radomiak Radom 1—4
Warta II Poznań – Ślęza Wrocław 1—1, k. 4—5
Ostrovia Ostrów Wielkopolski – Chrobry Głogów 3—1, po dogr.
Pogoń Oleśnica – Zagłębie Sosnowiec 1—2
Olimpia Kamienna Góra – Dozamet Nowa Sól 1—2
Zagłębie Wałbrzych – Piast Nowa Ruda 2—3
Górnik II Wałbrzych – Górnik Knurów 1—5
Carbo Gliwice – Urania Ruda Śląska 0—0, k. 1—3
Stal Bielsko-Biała – Hutnik Kraków 2—0
Grunwald Ruda Śląska – Szombierki Bytom 2—1
Hutnik II Kraków – Sandecja Nowy Sącz 0—3
Granat Skarżysko-Kamienna – Stal Stalowa Wola 1—0
Glinik Gorlice – Wisła Kraków 2—2, k. 1—4
Siarka Tarnobrzeg – Korona Kielce 1—2
Stal II Mielec – Resovia Rzeszów 1—2
KS Lublinianka – Broń Radom 0—1, po dogr.
Gwardia Chełm – Igloopol Dębica 0—5
Unia Skierniewice – Avia Świdnik 1—1, k. 3—0
GKS Bełchatów – GKS Jastrzębie 2—0
Boruta Zgierz – Piast Gliwice 1—3
Polonia Bydgoszcz – Odra Wodzisław 3—1
III runda – 26 sierpnia 1987
SHR Wojcieszyce – Gwardia Koszalin 2—0
Start Radziejów – Włókniarz Pabianice 2—6
Polonia Bydgoszcz – Bałtyk Gdynia 1—0
Wisła Tczew – Zawisza Bydgoszcz 0—2
Jeziorak Iława – Gwardia Warszawa 2—1
Pogoń Siedlce – Broń Radom 2—1
Unia Skierniewice – Korona Kielce 0—2
Granat Skarżysko-Kamienna – Igloopol Dębica 2—1
Grunwald Ruda Śląska – Górnik Knurów 4—2
Ostrovia Ostrów Wielkopolski – Dozamet Nowa Sól 1—0, po dogr.
Sandecja Nowy Sącz – Resovia Rzeszów 1—3
Piast Nowa Ruda – Ślęza Wrocław 2—0
Urania Ruda Śląska – Zagłębie Sosnowiec 1—2
Stal Bielsko-Biała – Piast Gliwice 1—2
Radomiak Radom – Jagiellonia Białystok 1—2
GKS Bełchatów – Wisła Kraków 1—0

## 1/16 finału
Mecze zostały rozegrane 7 października 1987.
Jeziorak Iława – Lech Poznań 0:2 (Miłoszewicz 36' Szczepański 48')

Granat Skarżysko-Kamienna – Legia Warszawa 1:5 (Kotwica 25' - Iwanicki 7' 52' Karaś 16' Łatka 78' Szeliga 89')

Zagłębie Sosnowiec – GKS Katowice 0:2 (Furtok 38' Długajczyk 68')

Motor Lublin – Jagiellonia Białystok 2:1 (Żuchnik 48'k. Gładysiewicz 61' - Szugzda 59')

Piast Gliwice – Lechia Gdańsk 0:1 (Kupcewicz 68')

Piast Nowa Ruda – Pogoń Szczecin 0:2 (Ostrowski 29' Sokołowski 59')

Resovia – Śląsk Wrocław 0:1 (Tarasiewicz 68')

Zawisza Bydgoszcz – Widzew Łódź 1:2 dogr. (Nowak 12' - Putek 43' Rabenda 115')

GKS Bełchatów – Zagłębie Lubin 0:2 (Ptak 42' 68')

Grunwald Ruda Śląska – ŁKS Łódź 2:3 (Nurkiewicz 8' Ludwik 78' - Wenclewski 36' Stefański 37' Różycki 52')

Korona Kielce – Olimpia Poznań 0:0, k. 2:4

Włókniarz Pabianice – Górnik Wałbrzych 0:3 (Przybysz 2'k. Kosowski 25' 68')

Ostrovia Ostrów Wielkopolski – Stal Mielec 1:0 (Chatliński 75')

Pogoń Siedlce – Polonia Bytom 1:1, przerwany w dogrywce i powtórzony, k. 5:4 (Osiński 34' - Walczak 75')

SHR Wojcieszyce – Ruch Chorzów 2:1 (Krysiński 62' Jaworski 72'k. - K.Warzycha 32')

Polonia Bydgoszcz – Górnik Zabrze 1:2 dogr. (Rybicki 8' - Orzeszek 68' Klemenz 97')

## 1/8 finału
Mecze zostały rozegrane 18 listopada 1987.
Górnik Wałbrzych – Olimpia Poznań 4:3 (Stańko 12' 65' Przybysz 59' Sobczak 88' - Kaziów 2' 44' 67')

Ostrovia Ostrów Wielkopolski – Lech Poznań 0:3 (Miłoszewicz 15' Pachelski 80' 83')

Pogoń Siedlce – Motor Lublin 1:0 (Puchalski 39')

SHR Wojcieszyce – ŁKS Łódź 1:2 (Jaworski 2' - Kruszankin 14' 41')

Śląsk Wrocław – GKS Katowice 2:1 dogr. (Socha 23' Prusik 99' - Koniarek 35')

Widzew Łódź – Legia Warszawa 1:3 dogr. (Świątek 16' - Arceusz 67' Dziekanowski 93' Pisz 111')

Zagłębie Lubin – Pogoń Szczecin 1:3 (Ptak 80' - Benesz 38'k. Leśniak 79' 89')

Górnik Zabrze – Lechia Gdańsk 4:0 (Komornicki 8' Cyroń 23' 46' 59')

## Ćwierćfinały
Pierwsze mecze zostały rozegrane 6 marca 1988, a rewanże 6 kwietnia 1988.
Pogoń Szczecin – Lech Poznań 0:1 (Araszkiewicz 2')

Lech Poznań – Pogoń Szczecin 1:0 (Kruszczyński 18'k.)

-

Górnik Wałbrzych – ŁKS Łódź 2:1 (Stańko 26' 52' - R.Robakiewicz 36')

ŁKS Łódź – Górnik Wałbrzych 2:2 (Terlecki 30' R.Robakiewicz 40' - Spaczyński 62' Stańko 89')

-

Pogoń Siedlce – Legia Warszawa 0:3 (Iwanicki 27' Pisz 42' Łatka 70')

Legia Warszawa – Pogoń Siedlce 3:1 (Dziekanowski 12' Szeliga 45' Pisz 86' - Osiński 52')

-

Śląsk Wrocław – Górnik Zabrze 1:2 (Rosa 70' - Cyroń 18' Orzeszek 82')

Górnik Zabrze – Śląsk Wrocław 6:0 (Komornicki 16' Cyroń 26' 46' 57'k. Orzeszek 82' Urban 86')

## Półfinały
Pierwsze mecze zostały rozegrane 13 kwietnia 1988, a rewanże 4 maja 1988.
Legia Warszawa – Górnik Zabrze 1:0 (Dziekanowski 82'k.)

Górnik Zabrze – Legia Warszawa 2:2 (Urban 66' Majka 82' - Buda 27' Iwanicki 61')

-

Górnik Wałbrzych – Lech Poznań 2:1 (Sobczyk 22' Kosowski 47' - Skrzypczak 75')

Lech Poznań – Górnik Wałbrzych 3:0 (Kruszczyński 15'k. Pachelski 27' 73')

## Finał
| 23 czerwca 1988 17:00                                          | Lech Poznań · Araszkiewicz 49' | 1:1 k. 3:20:0Raport                              | Legia Warszawa · 64' Iwanicki | Stadion Widzewa Łódź, Łódź Widzów: 10 000 Sędzia: Piotr Werner (Katowice) |
|                                                                |                                |                                                  |                               |                                                                           |
|                                                                |                                | Rzuty karne                                      |                               |                                                                           |
| Kruszczyński · Pachelski · Jakołcewicz · Słowakiewicz · Rzepka |                                | Kubicki · Dziekanowski · Łatka · Pisz · Iwanicki |                               |                                                                           |

| Puchar Polski w piłce nożnej 1987/1988 Zwycięzcy |
| ------------------------------------------------ |
| Lech Poznań 3. Tytuł                             |